# Торрес Рамірес
Арквеліо Торрес Рамірес (25 жовтня 1917 — 25 грудня 1949) — колишній пуерториканський професійний баскетболіст. Виступав на позиції центрового за Фамансію Мартін, Тортугуеро і Атлетікос де Сан-Херман.

## Дитячі та юнацькі роки
Арквеліо Торрес Рамірес народився 25 жовтня 1917 у м. Сан-Херман в Пуерто-Рико. У 8 років він почав серйозно займатися баскетболом, а у 13 років став гравцем Фамансії Мартін. Саме тоді він отримав прізвисько «малий титан». У 1936 році він став Новачком Року Вищої Ліги Пуерто-Рико.

## Військові роки
У 1943 році Арквеліо Торрес Рамірес був викликаний в армію через другу світову війну. У цьому ж році на військовій базі, де знаходився Арквеліо, вирішили створити баскетбольну команду Тортугуеро. Команда складался з 12 баскетболістів, 9 з яких були з Сан-Хермана. Сам Торрес Рамірес став граючим тренером.

## Кар'єра в Атлетікос де Сан-Херман
Коли Арквеліо у 1946 році закінчив службу в армії, він повернувся до Сан-Хермана і став гравцем Атлетікос де Сан-Херман. У сезоні 1946/47 він набрав 100 очок (у ті часи це було неабияким досягненням). У 1949 році Атлетікос де Сан-Херман поїхала в тур до США. В останній грі туру Торрес Рамірес набрав 19 очок граючи лише з 2 баскетболістами в своїй команді (4 з семи заявлених баскетболістів вибули через персональні фоли).

## Кар'єра у збірній
Арквеліо Торрес Рамірес виступав за збірну Пуерто-Рико з баскетболу з 1936 по 1940 рік. У 1939 році він став капітаном своєї збірної.

## Смерть
Повернувшись з США у 1949 році Арквеліо почував себе дуже погано. 25 грудня він помер. Його смерть спричинила великий шок у баскетболі Пуерто-Рико, а Атлетікос де Сан-Херман не могла здобути трофей Вищої Ліги Пуерто-Рико протягом 35 років.

## Пам'ять
На честь Арквеліо Торрес Раміреса було названо домашню арену Атлетікос де Сан-Херман. У 1954 році його включили у баскетбольну залу слави Пуерто-Рико, а номер 3 під яким він виступав став довічно закріпленим за ним у Вищій Лізі Пуерто-Рико з баскетболу.

## Дивіться також
Теофіло Круз
Вища Ліга Пуерто-Рико з баскетболу